# Le Tumulte des sentiments (téléfilm)
Pour le film de 1959, voir Le Tumulte des sentiments (film, 1959).
Le Tumulte des sentiments (An Old Fashioned Christmas) est un téléfilm de Noël américain réalisé par Don McBrearty et diffusé le 11 décembre 2010 sur Hallmark Channel.
C'est la suite du film Contre tout l'or du monde (An Old Fashioned Thanksgiving) diffusé en novembre 2008.

## Fiche technique
- Titre original : An Old Fashioned Christmas
- Réalisation : Don McBrearty
- Scénario : Donald Martin
- Photographie : Nigel Willoughby
- Musique : Ray Harman
- Pays : États-Unis
- Durée : 90 minutes

## Distribution
- Jacqueline Bisset (VF : Perrette Pradier) : Isabella Caldwell
- Catherine Steadman (en) : Tilly Basset
- Kristopher Turner (en) : Gad Hopkins
- Robert O'Mahoney : Earl of Shannon
- Ian McElhinney (VF : Gérard Dessalles) : Sean Bassett
- David Herlihy : Patrick Bassett
- Marion O'Dwyer : Lady Shannon
- Leon Ockenden (VF : Emmanuel Curtil) : Cameron

Sources et légende : Version française selon le carton de doublage français.